# 잉카타 자유당
잉카타 자유당(영어: Inkatha Freedom Party)은 남아프리카 공화국의 줄루족을 지지기반으로 하는 보수주의 정당이다. 줄루족의 지도자인 망고수투 부텔레지가 1975년에 설립하였으며, 아파르트헤이트 체제 기간 동안 국민당 정부에 협력하여 아프리카 국민회의와 대립하였다. 아파르트헤이트 종식 이후인 1994년부터 2004년까지 아프리카 국민회의 주도의 연립 정부에 참여했으나, 타보 음베키 대통령과의 불화로 내각에서 탈퇴하였다.